# Петър Кепов
Петър Петров Кепов (роден на 22 ноември 2002 г.) е български футболист, който играе на поста десен бек. Състезател на Ботев (Враца).

## Кариера
Кепов е юноша на Пирин (Благоевград) и ЦСКА 1948.
На 12 януари 2022 г. Петър подписва със Септември (Симитли). Дебютира на 26 февруари при победата с 2:1 като домакин на Созопол.

### Ботев Враца
На 15 юли 2022 г. футболистът е обявен за ново попълнение на врачанския Ботев. Прави дебюта си през същия ден при победата с 3:2 като домакин на Ботев (Пловдив).